# Katz Cecil
Katz Cecil (? – Nagyvárad?, 1895. szeptember 20.) magyar író, műfordító.

## Élete
Nagyváradi szép asszony volt, Weisz Mór ottani magánhivatalnok neje, egy budapesti nagykereskedő leánya. Szülei nem kimélték a költséget, taníttatták idegen nyelvekre, zenére, énekre. Megcsodált szépsége volt a fővárosi báloknak, a műkedvelők hangversenyein mint zongoravirtuózt tapsolták és ambiciója irodalmi sikereket is aratott. Francia, angol és olasz írók munkáit fordította a napilapok tárcáiba. Egy nagyváradi hivatalnok vette nőül, 1880 körül egész vagyont vitt hozományul fiatal férje házába. Férje azonban 1882-ben elkergette, mert megcsalta, és az egykor tisztes helyzetben levő asszony végre oda jutott, hogy csak leány nevén említették. Lassanként úgy elzüllött, hogy kikerült az utcára, majd onnan 1895-ben a nagyváradi dologházba, ahol augusztus 26-án a kötényéből csinált hurkon az ajtósarokra akasztotta föl magát. Még idejében levágták és eszméletlen, de élő állapotban a kórházba vitték, ahol szeptember 20-án meghalt.

## Munkája
- Szegett szárnynyal. Regény. Irta: Egy asszony. Bpest, 1878. (Regényében egy előkelő asszonyt festett, aki elbukik és teljes elzüllését öngyilkossággal végzi. Az írónő nem gondolta, hogy saját regényét írja meg.)